# Euphyia divisa
Euphyia divisa là một loài bướm đêm trong họ Geometridae.